# Thomas Davis (koszykarz)
Thomas Ray Davis (ur. 19 stycznia 1991 w Lufkin) – polski koszykarz z korzeniami amerykańskimi, występujący na pozycjach rzucającego obrońcy oraz niskiego skrzydłowego, obecnie zawodnik Decki Pelplin.
Z powodu kontuzji opuścił całe rozgrywki 2015/16.
12 sierpnia 2016 został zawodnikiem Polpharmy Starogard Gdański. 17 lipca 2017 przedłużył umowę z klubem.
10 lipca 2019 został zawodnikiem Kinga Szczecin. 7 stycznia 2021 przeniósł się do Pszczółki Start Lublin. 5 maja zawarł nową umowę z zespołem, z Lublina. 5 października 2021 opuścił klub. 30 grudnia 2021 roku zawarł kolejną w karierze umowę z Kingiem Szczecin.
W sierpniu 2022 podpisał umowę z Decką Pelplin.

## Osiągnięcia
Stan na 2 stycznia 2022, na podstawie, o ile nie zaznaczono inaczej.
NCAA II
- Obrońca Roku Konferencji (GAC – 2012)
- Zaliczony do II składu GAC (2012)

Drużynowe
- Uczestnik rozgrywek Ligi Bałtyckiej (2014/15)

Indywidualne
- Zwycięzca konkursu wsadów PLK (2020)[11]
- Uczestnik konkursu wsadów podczas pucharu EBL (2018[12], 2020[11], 2021 – 2. miejsce[13])